# Sinfonía de las grúas
Sinfonía de las grúas es un largometraje documental publicado en 2006 y dirigido por Giovanna Ribes. El documental trata de la obra y vida del compositor Jesús Salvador "Chapi".

## Sinopsis
Jesús Salvador "Chapi",  profesor del conservatorio,  siempre apoya los proyectos de sus alumnos, dirige orquestas y gana premios. También es padre de familia. Pero  ante todo, es compositor, transformando  la realidad cotidiana y haciendo que adquiera otra dimensión.
.

## Reconocimientos
Entre 2006 y 2007, La sinfonía de las grúas, recibió varios premios, entre ellos a mejor película en los Premis Tirant y mejor directora en el Cinema Mediterrani. También ha estado en varios festivales internacionales.
- Premios Tirant, Mejor película valenciana 2006
- Cinema mediterrani, Mejor directora 2006
- Premios Academia de la Música,  2007, finalista
- FIPATEL , 2007. Sección Oficial
- VAD , 2006
- SITGES , 2006
- III Festival de Documentales de Caracas , 2007
- Muestra de Documentales de Bogotá , 2007